# Jorge Lozano Soriano
Jorge Lozano Soriano (Santa Fé, 29 de junho de 1934) é um ator e produtor de televisão argentino.

## Filmografia
- Tres veces Ana (2016)
- Primeira parte de La esposa virgen (2005)
- Mi destino eres tú (2000)
- Desencuentro (1997/98)
- El secreto de Alejandra (1997)
- Bendita mentira (1996)
- Lazos de amor (1995/96)
- Bajo un mismo rostro (1995)
- Mi pequeña Soledad (1990)
- Tiempo de amar (1987)